# Liste d'amphithéâtres romains en Italie
Cet article recense les amphithéâtres romains en Italie.

## Liste

### Abruzzes
| Édifice                    | Lieu                                | Notes | Coordonnées                  | Illustration |
| -------------------------- | ----------------------------------- | ----- | ---------------------------- | ------------ |
| Amphithéâtre               | Chieti (Teatae)                     |       | 42° 20′ 43″ N, 14° 09′ 45″ E |              |
| Amphithéâtre d'Amiternum   | L'Aquila (Amiternum)                |       | 42° 24′ 02″ N, 13° 18′ 22″ E |              |
| Amphithéâtre d'Alba Fucens | Massa d'Albe (Alba Fucens)          |       | 42° 04′ 38″ N, 13° 24′ 44″ E |              |
| Amphithéâtre               | Quadri (Trebula (it))               |       | 41° 54′ 49″ N, 14° 16′ 57″ E |              |
| Amphithéâtre               | San Benedetto dei Marsi (Marruvium) |       | 42° 00′ 23″ N, 13° 37′ 39″ E |              |
| Amphithéâtre de Teramo     | Teramo (Interamnia)                 |       | 42° 39′ 29″ N, 13° 42′ 11″ E |              |
| Amphithéâtre               | Vasto (Histonium)                   |       | 42° 06′ 41″ N, 14° 42′ 28″ E |              |

### Basilicate
| Édifice      | Lieu                      | Notes | Coordonnées                  | Illustration |
| ------------ | ------------------------- | ----- | ---------------------------- | ------------ |
| Amphithéâtre | Grumento Nova (Grumentum) |       | 40° 17′ 14″ N, 15° 54′ 42″ E |              |
| Amphithéâtre | Venosa (Venusia)          |       | 40° 58′ 11″ N, 15° 49′ 35″ E |              |

### Calabre
| Édifice      | Lieu                       | Notes | Coordonnées                  | Illustration |
| ------------ | -------------------------- | ----- | ---------------------------- | ------------ |
| Amphithéâtre | Catanzaro Lido (Scolacium) |       | 38° 48′ 24″ N, 16° 35′ 32″ E |              |
| Amphithéâtre | Vibo Valentia              |       | 38° 24′ 11″ N, 16° 03′ 16″ E |              |

### Campanie
| Édifice                     | Lieu                                 | Notes | Coordonnées                  | Illustration |
| --------------------------- | ------------------------------------ | --- | ---------------------------- | ------------ |
| Amphithéâtre                | Alife (Alliphae)                     | | 41° 19′ 32″ N, 14° 20′ 06″ E |              |
| Amphithéâtre                | Atripalda (Abellinum)                | | 40° 55′ 03″ N, 14° 49′ 32″ E |              |
| Amphithéâtre                | Avella (Abella)                      | | 40° 57′ 41″ N, 14° 36′ 30″ E |              |
| Amphithéâtre                | Bénévent (Beneventum)                | | 41° 07′ 56″ N, 14° 46′ 03″ E |              |
| Amphithéâtre                | Calvi Risorta (Cales)                | | 41° 12′ 05″ N, 14° 08′ 16″ E |              |
| Amphithéâtre                | Capaccio Paestum (Paestum)           | | 40° 25′ 21″ N, 15° 00′ 23″ E |              |
| Amphithéâtre (it)           | Giugliano in Campania (Liternum)     | | 40° 55′ 02″ N, 14° 01′ 47″ E |              |
| Amphithéâtre                | Naples (Néapolis)                    | | 40° 51′ 06″ N, 14° 15′ 20″ E |              |
| Amphithéâtre                | Nocera Superiore (Nuceria Alfaterna) | | 40° 44′ 44″ N, 14° 39′ 26″ E |              |
| Amphithéâtre de brique (it) | Nola (Nola)                          | | 40° 55′ 40″ N, 14° 31′ 14″ E |              |
| Amphithéâtre                | Pompéi (Pompéi)                      | | 40° 45′ 05″ N, 14° 29′ 42″ E |              |
| Amphithéâtre                | Pouzzoles (Cuma)                     | | 40° 50′ 31″ N, 14° 03′ 21″ E |              |
| Amphithéâtre                | Pouzzoles (Puteoli)                  | Dimensions externes : 147 × 118 m, dimensions de l'arène : 72 × 42 m, capacité estimée : 40 000 places          | 40° 49′ 33″ N, 14° 07′ 31″ E |              |
| Petit amphithéâtre (it)     | Pouzzoles (Puteoli)                  | | 40° 49′ 34″ N, 14° 07′ 39″ E |              |
| Amphithéâtre                | San Salvatore Telesino (Telesia)     | | 41° 13′ 26″ N, 14° 30′ 02″ E |              |
| Amphithéâtre                | Santa Maria Capua Vetere (Capua)     | Dimensions externes : 167 × 137 m, dimensions estimées de l'arène : 80 × 50 m, capacité estimée : 40 000 places | 41° 05′ 09″ N, 14° 15′ 00″ E |              |

### Émilie-Romagne
| Édifice           | Lieu                          | Notes | Coordonnées                  | Illustration |
| ----------------- | ----------------------------- | ----- | ---------------------------- | ------------ |
| Amphithéâtre      | Imola (Forum Cornelii (it))   |       | 44° 21′ 28″ N, 11° 42′ 18″ E |              |
| Amphithéâtre      | Lugagnano Val d'Arda (Veleia) |       | 44° 47′ 06″ N, 9° 43′ 25″ E  |              |
| Amphithéâtre      | Modène (Mutina)               |       | 44° 38′ 41″ N, 10° 55′ 35″ E |              |
| Amphithéâtre      | Parme (Parma)                 |       |                              |              |
| Amphithéâtre (it) | Rimini (Ariminum)             |       | 44° 03′ 36″ N, 12° 34′ 29″ E |              |
| Amphithéâtre      | Sant'Ilario d'Enza (Tannetum) |       | 44° 46′ 11″ N, 10° 26′ 49″ E |              |

### Frioul-Vénétie Julienne
| Édifice      | Lieu               | Notes | Coordonnées                  | Illustration |
| ------------ | ------------------ | ----- | ---------------------------- | ------------ |
| Amphithéâtre | Aquilée (Aquileia) |       | 45° 46′ 07″ N, 13° 21′ 58″ E |              |

### Latium
| Édifice                          | Lieu                                    | Notes | Coordonnées                  | Illustration |
| -------------------------------- | --------------------------------------- | --- | ---------------------------- | ------------ |
| Amphithéâtre (it)                | Albano Laziale (Castra Albana (it))     | | 41° 43′ 58″ N, 12° 39′ 54″ E |              |
| Amphithéâtre                     | Aquino (Aquinum)                        | | 41° 29′ 43″ N, 13° 41′ 16″ E |              |
| Amphithéâtre                     | Bolsena (Volsinii Novi)                 | | 42° 39′ 01″ N, 11° 59′ 24″ E |              |
| Amphithéâtre                     | Capena (Lucus Feroniae)                 | | 42° 07′ 48″ N, 12° 35′ 41″ E |              |
| Amphithéâtre                     | Cassino (Casinum)                       | | 41° 28′ 58″ N, 13° 49′ 25″ E |              |
| Amphithéâtre                     | Civita Castellana (Falerii Novi)        | | 42° 18′ 10″ N, 12° 21′ 39″ E |              |
| Amphithéâtre (de)                | Fidènes (Fidenae)                       | Voir Catastrophe de Fidènes |                              |              |
| Amphithéâtre                     | Fiumicino (Portus)                      | | 41° 46′ 54″ N, 12° 15′ 31″ E |              |
| Amphithéâtre                     | Fondi (Fundi)                           | | 41° 21′ 29″ N, 13° 25′ 31″ E |              |
| Amphithéâtre                     | Formia (Formiae)                        | | 41° 15′ 30″ N, 13° 36′ 26″ E |              |
| Amphithéâtre                     | Frascati (Tusculum)                     | Amphithéâtre non fouillé | 41° 47′ 56″ N, 12° 42′ 04″ E |              |
| Amphithéâtre (it)                | Frosinone (Frusino)                     | | 41° 38′ 44″ N, 13° 21′ 07″ E |              |
| Amphithéâtre                     | Lanuvio (Lanuvium)                      | | 41° 41′ 00″ N, 12° 42′ 00″ E |              |
| Amphithéâtre                     | Minturno (Minturnae)                    | | 41° 14′ 30″ N, 13° 45′ 50″ E |              |
| Amphithéâtre                     | Monteleone Sabino (Trebula Mutuesca)    | | 42° 13′ 43″ N, 12° 52′ 03″ E |              |
| Amphithéâtre                     | Ostie (Ostia)                           | |                              |              |
| Amphithéâtre de Caligula         | Rome (Roma)                             | |                              |              |
| Amphithéâtre Castrense           | Rome (Roma)                             | | 41° 53′ 15″ N, 12° 30′ 54″ E |              |
| Colisée                          | Rome (Roma)                             | Ou amphithéâtre flavien ; dimensions externes : 188 × 156 × 49 m, dimensions estimées de l'arène : 86 × 54 × 4 m, capacité estimée : 50 000 places | 41° 53′ 25″ N, 12° 29′ 33″ E |              |
| Ludus Magnus                     | Rome (Roma)                             | Amphithéâtre miniature destiné à l'entraînement des gladiateurs                                                                                    | 41° 53′ 24″ N, 12° 29′ 42″ E |              |
| Amphithéâtre de Néron            | Rome (Roma)                             | |                              |              |
| Amphithéâtre de Statilius Taurus | Rome (Roma)                             | |                              |              |
| Amphithéâtre                     | San Giovanni Incarico (Fabrateria Nova) | | 41° 31′ 08″ N, 13° 33′ 11″ E |              |
| Amphithéâtre                     | Selci (Forum Novum)                     | | 42° 19′ 53″ N, 12° 36′ 13″ E |              |
| Amphithéâtre (it)                | Sutri (Sutrium)                         | | 42° 14′ 20″ N, 12° 13′ 44″ E |              |
| Amphithéâtre                     | Terracine (Tarracina)                   | | 41° 17′ 21″ N, 13° 14′ 49″ E |              |
| Amphithéâtre de Bleso (it)       | Tivoli (Tibur)                          | | 41° 57′ 39″ N, 12° 47′ 53″ E |              |
| Amphithéâtre                     | Trieste (Tergeste)                      | |                              |              |
| Amphithéâtre                     | Zagarolo                                | | 41° 51′ 31″ N, 12° 49′ 09″ E |              |

### Ligurie
| Édifice           | Lieu                  | Notes | Coordonnées                  | Illustration |
| ----------------- | --------------------- | ----- | ---------------------------- | ------------ |
| Amphithéâtre      | Albenga (Albingaunum) |       | 44° 02′ 38″ N, 8° 12′ 41″ E  |              |
| Amphithéâtre      | Gênes (Genua)         |       | 44° 24′ 22″ N, 8° 55′ 57″ E  |              |
| Amphithéâtre (it) | Luni (Luna)           |       | 44° 03′ 45″ N, 10° 01′ 20″ E |              |

### Lombardie
| Édifice      | Lieu                                 | Notes | Coordonnées                  | Illustration |
| ------------ | ------------------------------------ | ----- | ---------------------------- | ------------ |
| Amphithéâtre | Brescia (Brixia)                     |       |                              |              |
| Amphithéâtre | Cividate Camuno (Civitas Camunnorum) |       | 45° 56′ 37″ N, 10° 16′ 52″ E |              |
| Amphithéâtre | Milan (Mediolanum)                   |       | 45° 27′ 25″ N, 9° 10′ 43″ E  |              |

### Marches
| Édifice      | Lieu                          | Notes | Coordonnées                  | Illustration |
| ------------ | ----------------------------- | ----- | ---------------------------- | ------------ |
| Amphithéâtre | Ancône (Ancona)               |       | 43° 37′ 29″ N, 13° 30′ 43″ E |              |
| Amphithéâtre | Ascoli Piceno (Asculum (it))  |       | 42° 51′ 21″ N, 13° 34′ 14″ E |              |
| Amphithéâtre | Castelleone di Suasa (Suasa)  |       | 43° 37′ 29″ N, 12° 59′ 12″ E |              |
| Amphithéâtre | Cupra Marittima               |       |                              |              |
| Amphithéâtre | Falerone (Falerio Picenus)    |       | 43° 06′ 05″ N, 13° 29′ 47″ E |              |
| Amphithéâtre | Fano (Fanum Fortunae)         |       | 43° 50′ 44″ N, 13° 00′ 50″ E |              |
| Amphithéâtre | Fermo (Firmum Picenum)        |       |                              |              |
| Amphithéâtre | Fossombrone (Forum Sempronii) |       | 43° 41′ 55″ N, 12° 49′ 55″ E |              |
| Amphithéâtre | Macerata (Helvia Recina)      |       | 43° 19′ 45″ N, 13° 25′ 31″ E |              |
| Amphithéâtre | Osimo (Auximum)               |       |                              |              |
| Amphithéâtre | Urbisaglia (Urbs Salvia)      |       | 43° 12′ 03″ N, 13° 23′ 14″ E |              |

### Molise
| Édifice      | Lieu               | Notes | Coordonnées                  | Illustration |
| ------------ | ------------------ | ----- | ---------------------------- | ------------ |
| Amphithéâtre | Larino (Larinum)   |       | 41° 48′ 20″ N, 14° 54′ 59″ E |              |
| Amphithéâtre | Venafro (Venafrum) |       | 41° 28′ 58″ N, 14° 02′ 47″ E |              |

### Ombrie
| Édifice                  | Lieu                     | Notes | Coordonnées                  | Illustration |
| ------------------------ | ------------------------ | ----- | ---------------------------- | ------------ |
| Amphithéâtre             | Assise (Asisium)         |       | 43° 04′ 16″ N, 12° 37′ 13″ E |              |
| Amphithéâtre             | Bevagna (Mevania)        |       | 42° 56′ 13″ N, 12° 36′ 55″ E |              |
| Amphithéâtre             | Otricoli (Ocriculum)     |       | 42° 24′ 43″ N, 12° 28′ 01″ E |              |
| Amphithéâtre             | San Gemini (Carsulae)    |       | 42° 38′ 22″ N, 12° 33′ 33″ E |              |
| Amphithéâtre (it)        | Spello (Hispellum)       |       | 42° 59′ 45″ N, 12° 39′ 55″ E |              |
| Amphithéâtre (it)        | Spolète (Spoletium)      |       | 42° 44′ 19″ N, 12° 44′ 21″ E |              |
| Amphithéâtre Fausto (it) | Terni (Interamna Nahars) |       | 42° 33′ 35″ N, 12° 38′ 36″ E |              |
| Amphithéâtre             | Todi (Tuder)             |       | 42° 46′ 43″ N, 12° 24′ 48″ E |              |

### Piémont
| Édifice           | Lieu                                     | Notes | Coordonnées                 | Illustration |
| ----------------- | ---------------------------------------- | ----- | --------------------------- | ------------ |
| Amphithéâtre      | Asti (Hasta (it))                        |       | 44° 54′ 06″ N, 8° 12′ 16″ E |              |
| Amphithéâtre      | Bene Vagienna (Augusta Bagiennorum (it)) |       | 44° 33′ 24″ N, 7° 51′ 01″ E |              |
| Amphithéâtre      | Ivrée (Eporedia)                         |       | 45° 28′ 04″ N, 7° 53′ 16″ E |              |
| Amphithéâtre      | Pollenzo (Pollentia)                     |       | 44° 41′ 05″ N, 7° 53′ 45″ E |              |
| Amphithéâtre (en) | Serravalle Scrivia (Libarna)             |       | 44° 42′ 21″ N, 8° 52′ 04″ E |              |
| Amphithéâtre      | Suse (Segusium)                          |       | 45° 08′ 00″ N, 7° 02′ 42″ E |              |
| Amphithéâtre      | Verceil (Vercellae)                      |       | 45° 19′ 09″ N, 8° 25′ 35″ E |              |

### Pouilles
| Édifice      | Lieu                                  | Notes | Coordonnées                  | Illustration |
| ------------ | ------------------------------------- | ----- | ---------------------------- | ------------ |
| Amphithéâtre | Canosa di Puglia (Canusium)           |       | 41° 13′ 23″ N, 16° 03′ 19″ E |              |
| Amphithéâtre | Fasano (Egnatia)                      |       | 40° 53′ 16″ N, 17° 23′ 28″ E |              |
| Amphithéâtre | Lecce (Lupiae)                        |       | 40° 21′ 09″ N, 18° 10′ 21″ E |              |
| Amphithéâtre | Lecce (Rudiae)                        |       | 40° 20′ 03″ N, 18° 08′ 48″ E |              |
| Amphithéâtre | Lucera (Luceria)                      |       | 41° 30′ 30″ N, 15° 20′ 42″ E |              |
| Amphithéâtre | Manfredonia (Sipontum)                |       | 41° 36′ 42″ N, 15° 53′ 19″ E |              |
| Amphithéâtre | Ordona (Herdonia)                     |       | 41° 18′ 38″ N, 15° 37′ 23″ E |              |
| Amphithéâtre | San Paolo di Civitate (Teanum Apulum) |       | 41° 46′ 11″ N, 15° 14′ 33″ E |              |
| Amphithéâtre | Tarente (Tarentum)                    |       | 40° 28′ 13″ N, 17° 14′ 27″ E |              |

### Sardaigne
| Édifice      | Lieu                         | Notes | Coordonnées                 | Illustration |
| ------------ | ---------------------------- | ----- | --------------------------- | ------------ |
| Amphithéâtre | Cabras (Tharros)             |       | 39° 52′ 36″ N, 8° 26′ 27″ E |              |
| Amphithéâtre | Cagliari (Caralis)           |       | 39° 13′ 26″ N, 9° 06′ 48″ E |              |
| Amphithéâtre | Fordongianus (Forum Traiani) |       | 39° 59′ 35″ N, 8° 48′ 17″ E |              |
| Amphithéâtre | Pula (Nora)                  |       | 38° 59′ 08″ N, 9° 00′ 53″ E |              |
| Amphithéâtre | Sant'Antioco (Sulcis)        |       | 39° 04′ 16″ N, 8° 27′ 06″ E |              |

### Sicile
| Édifice           | Lieu                                | Notes | Coordonnées                  | Illustration |
| ----------------- | ----------------------------------- | ----- | ---------------------------- | ------------ |
| Amphithéâtre      | Catane                              |       | 37° 30′ 26″ N, 15° 05′ 07″ E |              |
| Amphithéâtre      | Palerme (Panormus)                  |       |                              |              |
| Amphithéâtre      | Syracuse (Syracusae (it))           |       | 37° 04′ 27″ N, 15° 16′ 45″ E |              |
| Amphithéâtre (it) | Termini Imerese (Thermae Himeraeae) |       | 37° 59′ 14″ N, 13° 41′ 37″ E |              |

### Toscane
| Édifice           | Lieu                  | Notes | Coordonnées                  | Illustration |
| ----------------- | --------------------- | ----- | ---------------------------- | ------------ |
| Amphithéâtre      | Arezzo (Arretium)     |       | 43° 27′ 38″ N, 11° 52′ 49″ E |              |
| Amphithéâtre      | Florence (Florentia)  |       | 43° 46′ 09″ N, 11° 15′ 34″ E |              |
| Amphithéâtre (it) | Grosseto (Rusellae, ) |       | 42° 49′ 42″ N, 11° 09′ 33″ E |              |
| Amphithéâtre      | Lucques (Luca)        |       | 43° 50′ 43″ N, 10° 30′ 22″ E |              |
| Amphithéâtre (it) | Volterra (Volaterrae) |       | 43° 24′ 25″ N, 10° 51′ 42″ E |              |

### Trentin-Haut-Adige
| Édifice      | Lieu               | Notes | Coordonnées                  | Illustration |
| ------------ | ------------------ | ----- | ---------------------------- | ------------ |
| Amphithéâtre | Trente (Tridentum) |       | 46° 04′ 09″ N, 11° 07′ 30″ E |              |

### Vallée d'Aoste
| Édifice      | Lieu                                | Notes | Coordonnées                 | Illustration |
| ------------ | ----------------------------------- | ----- | --------------------------- | ------------ |
| Amphithéâtre | Aoste (Augusta Prætoria Salassorum) |       | 45° 44′ 23″ N, 7° 19′ 18″ E |              |

### Vénétie
| Édifice      | Lieu                      | Notes | Coordonnées                  | Illustration |
| ------------ | ------------------------- | --- | ---------------------------- | ------------ |
| Amphithéâtre | Padoue (Patavium)         | | 45° 24′ 42″ N, 11° 52′ 45″ E |              |
| Amphithéâtre | Quarto d'Altino (Altinum) | | 45° 32′ 57″ N, 12° 24′ 00″ E |              |
| Arènes       | Vérone (Verona)           | Dimensions externes : 152 × 128 × 32 m, dimensions de l'arène : 138 × 110 m, capacité estimée : 30 000 places | 45° 26′ 20″ N, 10° 59′ 40″ E |              |